# Regina Carter
Regina Carter (* 6. srpna 1966 Detroit) je americká houslistka. Jejím bratrancem je jazzový saxofonista James Carter. Své první, eponymní, album vydala v roce 1995 (vydavatelství Atlantic Records). Později následovalo několik dalších alb. Během své kariéry spolupracovala s mnoha hudebníky, mezi něž patří například Elliott Sharp, Cassandra Wilsonová či Kenny Barron. Hrála například se smyčcovým kvartetem Soldier String Quartet. Spolu s dalšími členy souboru nahrála originální hudbu skladatele Johna Calea pro film Střelila jsem Andyho Warhola.